# Nx (Stabroek)
De Nx is de werknaam van een nog aan te leggen secundaire weg in Stabroek die de A12 (Havenweg) met de N11 moet verbinden. Dit moet het doorgaand verkeer tussen de Noorderkempen (Kalmthout, Essen en Wuustwezel) en de A12 opvangen dat nu gebruik maakt van de N111 en N114. De N111 gaat door het centrum van Stabroek en de N114 gaat langs Hoevenen naar Kapellen.
De realisatie van de weg is handen van de Vlaamse overheid, die ook een gewestelijk RUP zal opstellen. Landbouwers en natuurverenigingen protesteren echter tegen de aanleg van deze weg, waarbij kostbare landbouwgrond verloren zou gaan en het polderlandschap aangetast zou worden.Bovendien is het voor vogels en natuur en omwonenden ongunstig. Veel vogels vonden hun rust en eten op de weilanden.

## Planning
In 2012 werd een plan-MER opgemaakt waarin verschillende tracés met elkaar vergeleken werden. Een eerste alternatief maakte de verbinding tussen A12 en N11 ten noorden van Stabroek, terwijl een ander alternatief deze verbinding tussen Stabroek en Hoevenen voorzag. Uiteindelijk werd voor de laatste optie gekozen.
Begin 2015 werd de aanbesteding voor de opmaak van het ontwerp van de weg en het project-MER uitgeschreven. Verder moet er ook nog een gewestelijk RUP komen aangezien de weg niet voorzien was in de gewestplannen. De effectieve aanleg zal nog jaren op zich laten wachten. In 2018 zou pas gestart met onteigeningen. Ondertussen was het plan-MER echter verouderd, waardoor dit eerst geactualiseerd diende te worden voor een GRUP opgemaakt kan worden. In 2025 worden nog steeds plannen gemaakt voor de aanleg van deze weg.

## Andere Nx
De werknaam Nx wordt ook gebruikt voor een ontsluitingsweg in de provincie Oost-Vlaanderen in de Waaslandhaven en voor een voorgestelde verbindingsweg NX in Zeebrugge, tussen de N31 en de N350 (Havenrandweg Oost).